# ABC-transzporter

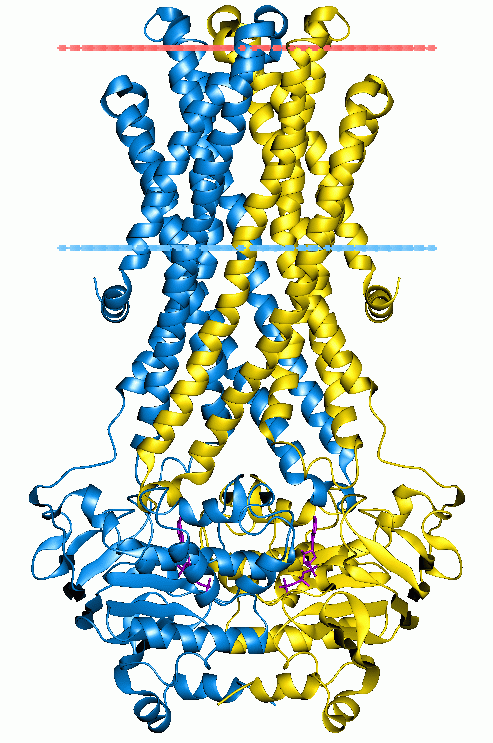
Lipid flippáz MsbA

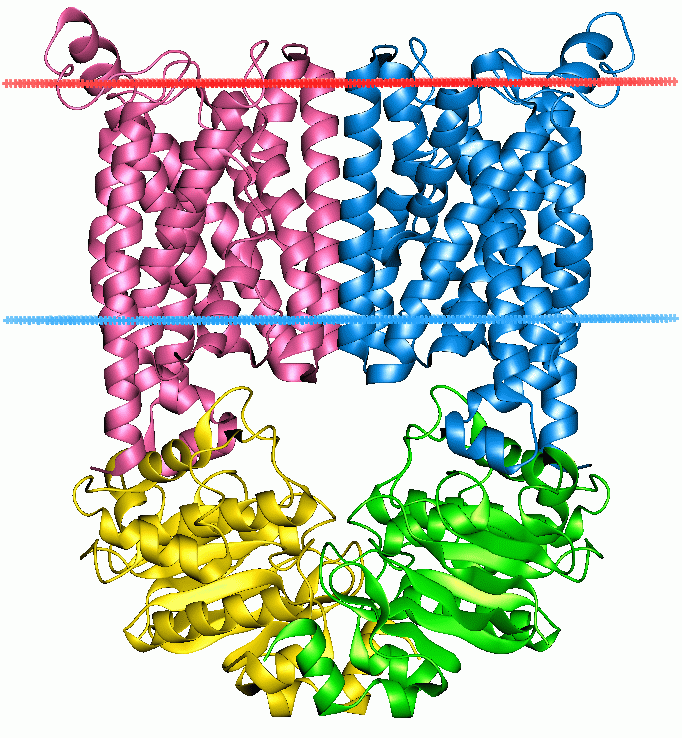
B12-vitamin-transzporterszerű ABC transzporter, BtuCD

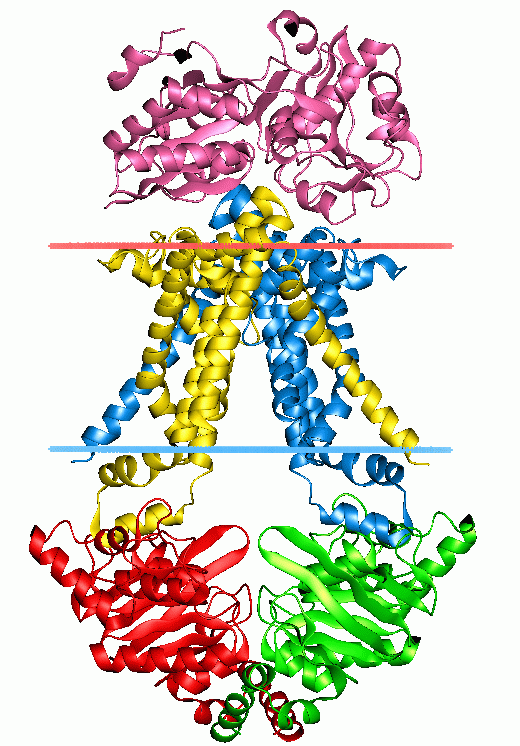
Nyitott állapotú AB2C2 komplex (egy molibdén transzporter)

Az ABC-transzporterek (ATP-binding casette transporters ATP-kötő kazetta transzporterek) az egyik legnagyobb és legősibb fehérje szupercsalád tagjai. Képviselői megtalálhatók minden létező taxonban a prokariótáktól az emberig. Ezek a transzmembrán fehérjék rendkívül sokféle anyag membránon való átjuttatását végezhetik, a sejtmembránon vagy a sejt belső membránjain keresztül. A transzportált anyagok lehetnek például metabolitok, lipidek, szteroidok, gyógyszerek. Az ABC-transzporterek kulcsszerepet játszhatnak a cisztikus fibrózis, tumor rezisztencia, multidrog rezisztencia, számos örökletes betegség és más fontos biológiai folyamatok során. A szupercsalád tagjait az ATP-kötő doménjük (vagy doménjeik) -más néven NBF (nucleotide binding fold)- aminosavsorrendje és elrendeződése alapján soroljuk ide. 

## Alcsaládok

### Emberben
Emberben jelenleg 50 ABC transzporter ismert, ezeket hét alcsaládba soroljuk. 
| Család    | Funkció | Példa    |
| ABCA      | Többek között koleszterin- és lipidtranszportért felelhetnek. | ABCA12   |
| ABCB      | Némelyik vér-agy gátban, mások a májban, mitokondriumokban fordul elő. Peptideket és epét transzportálhatnak, például.                                                         | ABCB5    |
| ABCC      | Ionok, sejtfelszíni receptorok, toxinok transzportját végzik. Közéjük tartozik a CFTR fehérje, melynek hiánya, hibás működése cisztikus fibrózist okoz.                        | ABCC6    |
| ABCD      | Mind a peroxiszómákban működnek. | ABCD1    |
| ABCE/ABCF | Az ide tartozó fehérjék nem transzporterek, hanem csupán az ATP-kötő domént tartalmazzák, transzmembrán domén nélkül. A fehérjeszintézist és fehérje expressziót szabályozzák. | ABCE:RLI |
| ABCG      | Lipidek, epe, koleszterin és más szteroidok transzportjáért felelnek. | -        |

Emberi transzporterek teljes listája itt található: .

### Prokarióta alcsaládok
Importerek
- Carbohydrate Uptake Transporter-1 (CUT1)
- Carbohydrate Uptake Transporter-2 (CUT2)
- Polar Amino Acid Uptake Transporter (PAAT)
- Peptide/Opine/Nickel Uptake Transporter (PepT)
- Hydrophobic Amino Acid Uptake Transporter (HAAT)
- Sulfate/Tungstate Uptake Transporter (SulT)
- Phosphate Uptake Transporter (PhoT)
- Molybdate Uptake Transporter (MolT)
- Phosphonate Uptake Transporter (PhnT)
- Ferric Iron Uptake Transporter (FeT)
- Polyamine/Opine/Phosphonate Uptake Transporter (POPT)
- Quaternary Amine Uptake Transporter (QAT)
- Vitamin B12 Uptake Transporter (B12T)
- Iron Chelate Uptake Transporter (FeCT)
- Manganese/Zinc/Iron Chelate Uptake Transporter (MZT)
- Nitrate/Nitrite/Cyanate Uptake Transporter (NitT)
- Taurine Uptake Transporter (TauT)
- Cobalt Uptake Transporter (CoT)
- Thiamin Uptake Transporter (ThiT)
- Brachyspira Iron Transporter (BIT)
- Siderophore-Fe3+ Uptake Transporter (SIUT)
- Nickel Uptake Transporter (NiT)
- Nickel/Cobalt Uptake Transporter (NiCoT)
- Methionine Uptake Transporter (MUT)
- Lipid Exporter (LipidE)

Exporterek
- Capsular Polysaccharide Exporter (CPSE)
- Lipooligosaccharide Exporter (LOSE)
- Lipopolysaccharide Exporter (LPSE)
- Teichoic Acid Exporter (TAE)
- Drug Exporter-1 (DrugE1)
- Lipid Exporter (LipidE)
- Putative Heme Exporter (HemeE)
- β-Glucan Exporter (GlucanE)
- Protein-1 Exporter (Prot1E)
- Protein-2 Exporter (Prot2E)
- Peptide-1 Exporter (Pep1E)
- Peptide-2 Exporter (Pep2E)
- Peptide-3 Exporter (Pep3E)
- Probable Glycolipid Exporter (DevE)
- Na+ Exporter (NatE)
- Microcin B17 Exporter (McbE)
- Drug Exporter-2 (DrugE2)
- Microcin J25 Exporter (McjD)
- Drug/Siderophore Exporter-3 (DrugE3)
- (Putative) Drug Resistance ATPase-1 (Drug RA1)
- (Putative) Drug Resistance ATPase-2 (Drug RA2)
- Macrolide Exporter (MacB)
- Peptide-4 Exporter (Pep4E)
- 3-component Peptide-5 Exporter (Pep5E)
- Lipoprotein Translocase (LPT)
- β-Exotoxin I Exporter (βETE)
- AmfS Peptide Exporter (AmfS-E)
- SkfA Peptide Exporter (SkfA-E)
- CydDC Cysteine Exporter (CydDC-E)